# ویژبنو (استان ماسوویان)
ویژبنو (به لاتین: Wierzbno) یک روستا در لهستان است که در گمینا ویژبنو واقع شده‌است.